# Parasite (seriefigur)
Parasiten är en superskurk som förekommer i DC Comics och är en av Stålmannens fiender. Figuren skapades av Jim Shooter och hade sin debut i Action Comics #340, 1966.

## Fiktiv biografi

### Raymond Maxwell Jensen
Raymond Maxwell Jensen var en man med dåligt självförtroende som fick jobb som en fabriksarbetare på ett forskningscentrum. Då han felaktigt trodde att företagets lönelistor var gömda i förvaringskärl öppnade Jensen ett av dem och bombarderades med energier från radioaktiva material (som var avfall som Stålmannen hade samlat på sig ute i rymden), vilket förvandlade honom till ett lilahudat, parasitiskt monster, och han tog därefter identiteten som Parasite. Varje gång han rörde någon kunde han ta upp deras fysiska och psykiska egenskaper.

### Rudy Jones
Rudy Jones, som ursprungligen var arbetslös, förvandlades till Parasite när han arbetade som vaktmästare på en S.T.A.R. Labs-anläggning i Pittsburgh. Den onde härskaren över Apokolips, Darkseid, mindes den föregående Parasite, och manipulerade Jones till att bli den nya versionen. Han fick Rudy att tro att en avfallsbehållare kunde innehålla något värdefullt. Han öppnade den och exponerades för en märklig strålning, som förändrade hans fysik till en skallig, grönhudad skurk. Jones hade nu förmågan att absorbera energin från andra, vilket efterlämnade pyrande skelett. Denna effekt var nödvändigt för hans överlevnad då hans egen kropp var i ett konstant hunger efter energi.

### Alex och Alexandra Allston
Efter att skurken Professor Hamilton utförde några experiment på tonåringarna Alex och Alexandra Allston skapade han två nya parasiter av dessa. Alex fick grön hud och Alexandra fick lila. De sökte därefter hämnd på personer som gjort deras liv svåra, och konfronterades så småningom av Stålmannen i en strid.

## Krafter och förmågor
Parasiten har förmågan att absorbera andras krafter, kunskaper och minnen, genom att vidröra dem. De stulna krafterna varar dock inte permanent utan avtar efter några timmar. Offren återfår därefter det Parasiten sugit ur dem. Detta är något som han försöker använda mot Stålmannen när de slåss.

## I andra medier
- Parasite dyker först upp i 1960-talets Filmation-serie The New Adventures of Superman. Trots att han har samma namn och krafter har hans utseende inga likheter med serietidningarna. Han är en tjuv med namnet I.C. Harris. Han har varken lila eller grön hud, utan framställs som en skallig man med mustasch.

- Ruby Jones version av Parasite medverkar i TV-serien Stålmannen från 1990-talet, med röst av Brion James. Ursprunget om hur han blev Parasite presenteras i avsnittet "Feeding Time". Han var en vaktmästare på S.T.A.R. Labs, som var på flykt undan laget tillsammans med sin skurkaktiga kollega Martin Lebeau efter att de stulit tunnor med farligt avfall. De rymde med en pickup, med Jones bak på flaket tillsammans med tunnorna. Dessa öppnades under Lebeaus vårdslösa körning, och kom i kontakt med Jones hud. Han föll därefter av flaket, och Lebeau lämnade honom att dö. Rudy Jones förvandlades därefter till ett lilahudat (dock blev hans hud grön i serietidningarna) monster som göder sig av energin från andra.

- Rudy Jones medverkar även som Parasite i dubbelavsnittet "Secret Society" i TV-serien Justice League som en del av Gorilla Grodds Secret Society (en grupp bestående av superskurkar).

- I Justice League Unlimited dyker Parasite (Rudy Jones) återigen upp som en medlem i Secret Society, som sedermera leddes av Lex Luthor. Parasite tros dö, tillsammans med ett flertal andra skurkar som förrådde Lex, i avsnittet "Alive".

- Under säsong 8 av Smallville dyker Rudy Jones version, spelad av Brendan Fletcher, upp tillsammans i avsnittet "Injustice" med Livewire, Neutron och Plastique för att bilda en allians. Hans krafter är likartade som de i den animerade serien, bortsett från att de blir permanenta i denna version.